# 天正やおよろず
『天正やおよろず』（てんしょうやおよろず）は、稀捺かのとによる漫画作品。『月刊ガンガンWING』（スクウェア・エニックス発行）で2002年1月号から2007年1月号まで連載。全57話。

## 作品概要
安土桃山時代（このころの年号は「天正」。『天正やおよろず』のタイトルもここからきているようだ）に『喰』（じき）という名の魔物を退治しながら、ライル、薙刃（なぎは）、迅伐（はやぎり）、鎮紅（しずく）の4人は行方不明になったガルシアと神無（かんな）を追う。

## 主な登場キャラ

### ガルシア捜索隊
ライル・エルウッド
主人公のひとり。作者曰く「胃炎持ちの枯れキャラ」。イエズス会の修道士兼「パン屋の調理場勤務」。温泉とお茶と盆栽をこよなく愛する、枯れた日本通。
好きな食べ物は和食全般、嫌いな食べ物はレバーとマヨネーズ。猫が好き。
寝起きはよい。神経質で胃炎持ちだが、その主な原因は薙刃・迅伐・鎮紅・アルド・ヨーゼフ。
激しいツッコミ担当キャラ。あまりに怒るとキレて「シャーッ」と口から火を吐く。
父親はイギリス人。4歳の時に両親が亡くなり、叔母のシスターエレナに修道院に引き取られた。
叔母のすすめで入った神学校では学年首席の優等生だったが、他の生徒たちには異教徒呼ばわりされていた。
薙刃・迅伐・鎮紅の封印を解き、以後は行動を共にしている。
薙刃（なぎは）
主人公のひとり。作者曰く「動物好きの突進少女」。剣に宿ることで喰を消滅させる能力を得る。食いしん坊で、特に甘味系が好き。
神無とは実の兄妹。
髪が2本触角のように出ている。これは喰センサー「薙刃アンテナ」になっていて、ふだんはゆるくカーブして先端は下向きだが、喰の気配を察知するとV字形に立つ。この時、近くにいると突き刺さることがある。
寝る時は、掛け布団に巻かれて昆布巻きのようになる（しばしば、掛け布団に「こんぶ」と書かれている）。そのまま転がって掛け布団から離れ、家具に激突して元に戻るなど、寝相は非常に悪い。しかし、寝起きはよく、起きた直後からハイテンション。枕は大根形のものを愛用。
犬などの動物と仲良くしたがっているが、その余りある元気が仇となり、動物たちには嫌われている。
絵は下手。
「丸み」が好きだが、酔うと「とがり」も好きになる。
ライルのことは、呼び捨て。
迅伐（はやぎり）
主人公のひとり。作者曰く「薬作りが趣味の怪力少女」。勾玉に宿ることで対象を加速、移動させる能力を持つ。見た目と違い怪力の持ち主。
怪しい飲料をよく作り、他人に飲ませたがる。また、珍な物の収集が趣味。
仲間ともども空中を高速移動する「むちゃ移動（ワープ）」ができるが、その名の通り到着時のショックは激しい。
声が小さく、しゃべる時はいつもフキダシに「ぽそ」という擬音つき。
なぜか、部屋以外の場所（隅っこ）で寝る。ただし、寝起きはあまりよくない。
小動物と昆虫限定で、自身に降霊をすることができる。
神無が気になる？
絵はプロの漫画家なみに上手い。（脚色ぎみ）
「迅伐ちゃん親衛隊」なるファンクラブ（実質ストーカー集団）が存在する。
他人はほとんどを「ちゃん付け」で呼ぶが、ライルだけは「ライル様」と呼ぶ。
鎮紅（しずく）
主人公のひとり。作者曰く「役立たず」。鏡に宿ることで“この世ならざるもの”の攻撃を防ぐ能力を持つ。見た目の印象に反しドジっ子。
裁縫の腕は一流であるが、料理の才能はまったくない（が、目を離すとすぐ料理をしたがる上、台所は大惨事という結果になる）。
寝起きはかなり悪い。
パン屋の釣り銭をよく下に落としては「へそくり」と称して貯め込んでいる。
肉食魚だらけの池にバケツごと転落し、その時以来バケツにトラウマができてしまった。
最近はバケツのトラウマと格闘し履けるようになった
絵は、よく言えば芸術っぽいが、はっきり言えば下手。
ライルのことは「ライルくん」と呼ぶ。
アルド
ライルの後輩。腹黒。ライルがいた修道院と家が近かったため、ライルとは幼なじみ。
アルプホルンが得意。
夏服はアロハシャツ。レイつき。
普通のベッドを使うが、上ではなく下で寝る。
もうけのことしか考えていないように見えるが仲間思いで時には腹黒さも仲間のために使ったりする
マリエッタ・テトラツィーニ
イエズス会からガルシア捜索のため派遣されて来た少女。気が強く、世話好きでしきり屋。
料理は上手い。
ハト2羽を飼っている。
疲れるとグチをこぼしてしまう
言動がときたま矛盾しだす
リタ・レーン
マリエッタとともにイエズス会から派遣されて来た少女。小柄。
物静かだが、ライルにはライバル心を燃やしている。
あいまいなことが大嫌いで、料理でも材料の分量をきっちり量る。普通の料理よりも洋菓子作りのほうが得意。
ライル、アルドと幼なじみ。ライルと同じ修道院で育った。
ジルが気になる？
薙刃と迅伐と身長がほとんど変わらないことをこっそり気にしている。
ジルベルト・ジーリ
かなり遅れてガルシア捜索隊に加わった青年。自ら「ジル」と呼ばせたがる。情報収集を得意とする。
「屋根からマントで飛び降り登場」にこだわる。そのためよく骨折するが、治るのも早い（たいてい、翌日には元通り）。
ライルが、薙刃たちとの関係を今のままにしたいがためにガルシア捜索をためらっているのではないかと疑う。
だれかれかまわずタラす（ライル談）

### ガルシア一行
ガルシア・ルルス
ライルの先輩。布教のためライル・アルドとともに日本に来たが、ある神社の跡を訪れた時になぜか失踪し、以後各地の喰を解放して回っている。
神無と行動を共にしている。神無には「ガル」と呼ばれている。
神学校時代、部屋の片付けが苦手だった。
神無（かんな）
薙刃の兄。薙刃と同様、剣に宿ることができ、能力は神を消滅させることで、結果として封印されていた喰が解放される。
薙刃に負けず劣らずの食いしん坊。

### 近所に住む人たち
柚（ゆず）
パン屋の近所に住む占い師の少女。早合点して騒ぎ、周囲に迷惑をかけることが多い。
メルヘンが好きで「白馬の王子様」にあこがれている。
きっちーともども、ノリでつい「通りすがりの正義の味方・般若仮面2号」と名乗って（ただし即バレ）、ガルシア捜索隊にボランティア協力することになった。
トミ
パン屋の近所に住むおばさん。ポチの飼い主。
きっちー
大工の息子。迅伐ちゃん親衛隊の隊長だったが、柚の恋人扱いされ、隊を追放された。
隊長への返り咲きをもくろんでいる。親衛隊がガルシア捜索隊にボランティア協力することを聞きつけ、自分も「通りすがりの正義の味方・般若仮面1号」と名乗って（ただし即バレ）協力することになった。
たきのん
迅伐ちゃん親衛隊の副隊長だったが、きっちー追放により繰り上げで隊長に昇格した。
物静かだが、頭の回転は速い。
松ノ助（まつのすけ）
パン屋の近所に住む浪人生。通称「まっつー」。
元隊長のきっちーにより、半強制的に迅伐ちゃん親衛隊に入れられた。隊員番号36番。
弘作（こうさく）
パン屋の近所に住む青年。
妻は佳与。バカップル。
鍋はふぐちり派。
佳与（かよ）
弘作の妻。バカップル。
鍋はカニ派。
アルバール・ドゥーゼ
イエズス会京都支部の責任者。ライルたちを支援する。
絵はそこそこ上手い。

### 動物
ポチ
トミの飼い犬。薙刃の「仲良くなりたい」目標ナンバーワン。
ヨーゼフ
アルドが牧場でのボランティアに行った時にもらって来たホルスタイン種の乳牛（ただし子を作る気がないので乳は出ない）。しばしば盆栽を食い荒らすので、ライルには敵視されている。
シロ
ヒヨコ。町内のお祭りで、薙刃が運命の1羽として買った。色は黄色だが、薙刃の「ペットといえばシロ!!」の一言で、この名前になった。
なぜか、いつもおびえているかのようにブルブルと震え、目に涙を浮かべている。
タマ
ポチが好きなのにタマも好きになってしまい二股はいけないと薙刃を悩ませた猫。

### その他
ぎん
イエズス会の管理地に封印されていた喰に目覚めていない神。
人間を作った神様。
仲間の協力により体を分け「にじみ出る眠くなっちゃうオーラ」という特技で喰に目覚めた仲間を封印していた。
人間の文化にかなり興味がある。
本名は「ぎぎんわぎっぎに」というらしい。
わぐにっぎ
空を作った神様。
山よりデカイ。
喰（じき）
大昔の神々により封じられた魔物。人の世に在るすべてのものを食らう。いろいろな形態・大きさがある。
神社や寺に封印されているが、神無が宿った剣で神体を斬ることで封印が解かれる。
身体のどこかに、菱形の「印」がある。
一般の人間には、対抗する手段はない。薙刃が宿った剣で「印」を破壊することで、退治することが可能。
本来は自身ら以外『無』であった世界に森羅万象を創り出した八百万の神々である。
『喰』とはいわゆる『破壊衝動』であり、その衝動に目覚めた『破壊神』を指す。

## 団体
ガルシア捜索隊
当初はライルが個人的に薙刃・迅伐・鎮紅とともに消息を絶ったガルシアを捜していたが、イエズス会から費用が出るようになって、アルド・マリエッタ・リタが、さらに少し遅れてジルが加わった。
対策本部はパン屋に併設。
イエズス会
ライルやアルドたちが所属する。各地に布教するのが主な目的。
迅伐ちゃん親衛隊
迅伐を遠くから見守る（ストーキングする）、町内の多くの男性が所属するファンクラブ。きっちーが創設し、今はたきのんが隊長。
数々の「鉄の掟」があり、違反すると減点ポイントが与えられ、一定のポイントを超えると恐ろしい罰が待っている。
最新の隊服は、縞模様のように見えて、非常に細かく「迅伐」の文字を縫い込んだものになっている。
迅伐に積極的に協力するため、ガルシア捜索隊にボランティア協力することになった。報酬は、1仕事につき迅伐特製のお茶1杯。

## 主な舞台
パン屋
京都の町中にある。イエズス会からライルに支給され、ライルたちの住まいを兼ねる。
当初はガルシア捜索の資金と生活費を稼ぐために平屋で店舗は広く、喫茶コーナーもあった（しばしば近所の人々の溜まり場となっていた）。
イエズス会からガルシア捜索の資金が出るようになってからは、二階建てに大改築されてガルシア捜索隊の対策本部となった。店は閉店の予定だったが、町の人々が残念がったため、規模を縮小してパンの販売のみとなり残った。
さくら亭
パン屋の近所にある甘味処。もとはそうめん専門店だったが、冬場はアルドしか来なかったので、アルドの提案により甘味処に衣替えした。
父親と、かりん（姉）・すみれ（妹）という2人の娘がいる。全員「いい人オーラ」を放っている。
迅伐ちゃん親衛隊の、おもな会議場所。
洋服屋
パン屋の近所にある。イエズス会御用達。迅伐ちゃん親衛隊の隊服も受注している。
店長は平太。息子の昇太が手伝う。平太は親バカで、昇太の意見を取り入れていくうち、店はコスプレ風の衣装や着ぐるみまで扱うようになった。
イエズス会京都支部
ライルやアルドが所属している。町の人々には「南蛮寺」と呼ばれている。
辰巳屋
ライルたちが招待された温泉旅行で泊まった宿。
ライルたちが泊まった部屋は「つつじの間」。床の間の掛け軸には「江尼津句寿」（えにっくす）と書かれていた。
露天風呂は、男女混浴。
神学校
ライルとガルシアが通っていた。全寮制で、ライルとガルシアは同室だった。
ガルシアの卒業とともにライルは中退した。
神社
孤児だった鎮紅、迅伐に続き、神無、薙刃を老いた神主が引き取って育てていた。
4人は、それぞれ神器に宿るための修行をしていた。
全員が神器に宿れるようになった時、封印されてしまった。その後すぐ戦乱に巻き込まれ、4人が宿ったままの神器はガルシアとライルが訪れるまでの3年間放置されていた。
神無はガルシアと、他の3人はライルと出会った時に封印が解けた。

## 書誌情報

### 単行本
単行本は、スクウェア・エニックス（前身のエニックスを含む）より「ガンガンウイングコミックス」として刊行されている。全9巻で完結した。
第3巻は、通常版のほかに、オール描き下ろし小冊子と薙刃フィギュアがついた初回限定特装版も発売された。
第4巻までは、カバーをはずした本体表紙が「捏造うそよろず」（ねつぞううそよろず）となっている。第5巻からロゴ等が変更され、捏造うそよろずもなくなった。
また、背表紙の巻数表示の直下にあるイラストは、カバーと本体で違っている。
完結から数年後電子版が発売された。
- 第1巻 2002年7月27日初版発行 ISBN 4-7575-0727-5
  - カバーは薙刃、本体は「本人パンをつくろうシリーズ(1)薙刃作・薙刃パン」
- 第2巻 2002年12月27日初版発行 ISBN 4-7575-0837-9
  - カバーは迅伐、本体は「本人パンをつくろうシリーズ(2)迅伐作・迅伐パン」
- 第3巻 初回限定特装版2003年9月27日初版発行 ISBN 4-7575-0996-0
- 第3巻 通常版 2003年9月27日初版発行 ISBN 4-7575-0995-2
  - カバーは鎮紅、本体は「本人パンをつくろうシリーズ(3)鎮紅作・鎮紅パン」
- 第4巻 2004年1月27日初版発行 ISBN 4-7575-1108-6
  - カバーはライル、本体は「本人パンをつくろうシリーズ(4)ライル作・ライルパン作るか、そんなもの!!」
- 第5巻 2004年10月27日初版発行 ISBN 4-7575-1279-1
  - カバーはアルドと牛、本体は「すみっこライル。（ブツブツ）」
- 第6巻 2005年7月27日初版発行 ISBN 4-7575-1437-9
  - カバーはマリエッタ、本体は「骨元気牛乳」のカップ。
- 第7巻 2005年12月27日初版発行 ISBN 4-7575-1595-2
  - カバーはリタ、本体は「ヨーゼフと野良牛のフォーリンラブ（嘘」
- 第8巻 2006年9月27日初版発行 ISBN 4-7575-1748-3
  - カバーはジル。本体はぎんちゃんパン。
- 第9巻 2007年3月27日初版発行 ISBN 978-4-7575-1959-6
  - カバーはぎん。本体はシロ。

### ドラマCD
ドラマCDは、2003年12月27日にスクウェア・エニックスから第1巻が、さらに2004年10月22日にはフロンティアワークスから第2巻「食券争奪道中記」が発売された。第2巻は登場人物も増え、にぎやかな内容となっている。
登場キャラクターと担当声優は、以下の通り。
※第1巻・第2巻ともに登場
- ライル - 保志総一朗
- 薙刃 - 神田朱未
- 迅伐 - 堀江由衣
- 鎮紅 - 大原さやか
- アルド - 矢薙直樹
- 柚 - 力丸乃りこ
- きっちー - 関智一
- たきのん - 小松由佳
- まっつー（松ノ助） - 立花慎之介
- トミ - 木内レイコ
- 弘作 - 水島大宙
- 佳与 - 井口裕香

※第2巻にのみ登場
- マリエッタ - 田村ゆかり
- リタ - 沢城みゆき
- ガルシア - 野島裕史
- 神無 - 三瓶由布子
- もとジイ - 斉藤瑞樹
- 係員 - 出村貴
- 親衛隊09 - 宮本克哉
- 親衛隊15 - 宇佐美貴之
- 老人B - 水谷ケイコ

1. ドラマCD 天正やおよろず　2003年12月27日発売
2. ドラマCD 天正やおよろず 食券争奪道中記　2004年10月22日発売